# Ясные Зори (Белгородская область)
Я́сные Зо́ри — село в Белгородском районе Белгородской области России. Административный центр Яснозоренского сельского поселения

## География
Расположен на южной окраине Среднерусской возвышенности, в 727 км к югу от Москвы, в 35 км от Белгорода и в 7 км от границы с Украиной.

## История
Основано в 1937 г. на территорию бывшего поместья Толкачевых на которую была переведена Бочковская МТС.
В 1968 г. указом президиума ВС РСФСР поселок Кировской РТС наименован в Ясные Зори.
За 2022 год село Ясные Зори несколько раз попадало под обстрелы со стороны Украины, в ходе которых никто не пострадал.
18 декабря 2022 года произошел обстрел птицефабрики "Ясные Зори" со стороны Украины, в ходе которого, по заявлению губернатора Белгородской области Вячеслава Гладкова пострадал 1 человек, а также 1 человек погиб на месте.
10 марта 2023 года Вооруженные силы Украины обстреляли поселок, повредив один из ангаров сельхозпредприятия и ранив мужчину.

## Население
| 2002 | 2010  |
| ---- | ----- |
| 1726 | ↘1715 |

## Экономика
Яснозоренская птицефабрика, в настоящее время входит в состав агрохолдинга «БЭЗРК-Белгранкорм».